# Gilda de Abreu
Gilda de Abreu ou Gilda d'Abreu, née le 23 septembre 1904 dans le 17e arrondissement de Paris, France et morte le 4 juin 1979  à Rio de Janeiro, Brésil, est une chanteuse, compositrice, actrice, réalisatrice, scénariste et productrice de cinéma brésilienne, qui a été également plus ponctuellement monteuse.

## Biographie

Gilda de Abreu sur scène.

Fille du docteur João Abreu et de la chanteuse lyrique portugaise Nícia Silva, Gilda de Abreu est née en 1904 à Paris,. Quelques années plus tard, en 1914, peu avant le début de la Première Guerre mondiale, sa famille retourne s'installer au Brésil. Là, Gilda de Abreu étudie le chant à l'Institut National de Musique et se produit dans des concerts et des opérettes. Elle collabore également à la revue Ondes Sonores de Bastos Tigre. Sa première incursion dans le monde du théâtre se réalise avec l’œuvre À Canção Brasileira, de Luiz Iglésias et Miguel Santos, suivie de beaucoup d'autres.
En 1933, elle se marie avec le chanteur Vicente Celestino, avec qui elle travaille en de nombreuses occasions.
Elle débute dans le cinéma avec la comédie romantique Bonequinha de Seda (1936), dirigée et écrite par Oduvaldo Viana, remplaçant la chanteuse et actrice Carmen Miranda prise par d'autres engagements. Après le succès de ce film, Oduvaldo la sollicite à nouveau un an après pour Alegria. En 1946, après un retour au théâtre, Gilda de Abreu fait ses débuts comme réalisatrice, scénariste et productrice avec O Ébrio, ouvrant la voie à d'autres réalisatrices brésiliennes. Ce film obtient un accueil triomphal,.
Gilda de Abreu meurt en 1979 à Rio de Janeiro.

## Filmographie
| An   | Film                         | Rôle    | Rôle         | Rôle       | Rôle        | Rôle     |
| An   | Film                         | Actrice | Réalisatrice | Scénariste | Productrice | Monteuse |
| ---- | ---------------------------- | ------- | ------------ | ---------- | ----------- | -------- |
| 1936 | Bonequinha de Seda           | Oui     |              |            |             |          |
| 1937 | Alegria                      | Oui     |              |            |             |          |
| 1946 | O Ébrio                      |         | Oui          | Oui        | Oui         |          |
| 1949 | Pinguinho de Gentes          |         | Oui          | Oui        |             | Oui      |
| 1951 | Coração Materno              | Oui     | Oui          | Oui        | Oui         |          |
| 1955 | Chico Viola Não Morreu       |         |              | Oui        |             |          |
| 1973 | Mestiça, a Escrava Indomável |         |              | Oui        |             |          |
| 1977 | Canção de Amor               |         | Oui          | Oui        |             |          |